# Sir Richard Peninsula
Sir Richard Peninsula är en halvö i Australien. Den ligger i delstaten South Australia, omkring 72 kilometer söder om delstatshuvudstaden Adelaide.